# Kurasawatrechus
Kurasawatrechus is een geslacht van kevers uit de familie van de loopkevers (Carabidae). De wetenschappelijke naam van het geslacht is voor het eerst geldig gepubliceerd in 1952 door Yoshida & Nomura.

## Soorten
Het geslacht Kurasawatrechus omvat de volgende soorten:
- Kurasawatrechus aberrans Ueno, 1978
- Kurasawatrechus agiensis Ueno, 1975
- Kurasawatrechus brevicornis Ueno, 1979
- Kurasawatrechus chinchiro Ueno, 1974
- Kurasawatrechus endogaeus Ueno et Baba, 1965
- Kurasawatrechus eriophorus Yoshida & Nomura, 1952
- Kurasawatrechus fujisanus Ueno, 1971
- Kurasawatrechus glabratus Ueno et Namkung, 1968
- Kurasawatrechus glabriventris Ueno, 1974
- Kurasawatrechus grandis Ueno, 1973
- Kurasawatrechus gujoensis Ueno, 1974
- Kurasawatrechus hirakei Ueno, 1979
- Kurasawatrechus ichihashii Ueno, 1959
- Kurasawatrechus intermedius Ueno, 1988
- Kurasawatrechus katoi Ueno, 1959
- Kurasawatrechus kawaguchii Ueno, 1973
- Kurasawatrechus kyokoae Ueno et Baba, 1974
- Kurasawatrechus latior Ueno et Namkung, 1968
- Kurasawatrechus longipes Ueno et Namkung, 1968
- Kurasawatrechus longulus Ueno, 1973
- Kurasawatrechus matsuii Ueno, 1999
- Kurasawatrechus moritai Ueno, 1979
- Kurasawatrechus nishikawai Ueno, 1993
- Kurasawatrechus notsuii Ueno, 1983
- Kurasawatrechus ohkawai Ueno, 1988
- Kurasawatrechus ohshimai Ueno, 1952
- Kurasawatrechus quadraticollis Ueno, 1974
- Kurasawatrechus ryugashiensis Ueno, 1988
- Kurasawatrechus setiger Ueno et Namkung, 1968
- Kurasawatrechus sonei Ueno, 1992
- Kurasawatrechus spelaeus Ueno, 1958
- Kurasawatrechus tanakai Ueno, 1974
- Kurasawatrechus torigaii Ueno, 1973
- Kurasawatrechus yadai Ueno & Kitayama, 2005
- Kurasawatrechus yamizonis Ueno, 1988
- Kurasawatrechus zenbai Ueno, 1990